# Deutsche Botschaft Daressalam
Die Deutsche Botschaft Daressalam ist die offizielle diplomatische Vertretung der Bundesrepublik Deutschland in der Vereinigten Republik Tansania. Der Leiter der Vertretung ist zugleich als Botschafter in den Komoren mit Sitz in Daressalam akkreditiert.

## Lage und Gebäude
Die Botschaft befindet sich im 2. Stockwerk eines Bürogebäudes namens Umoja House im Stadtzentrum von Daressalam. Im gleichen Gebäude und in unmittelbarer Nachbarschaft befinden sich Botschaften weiterer europäischer Staaten. Die Anschrift lautet: Mirambo Street, Ecke Garden Avenue.
Das Ufer des Indischen Ozeans ist 500 m entfernt. Der Anleger der nach Sansibar gehenden Fähre ist fußläufig in 15 Minuten zu erreichen. Vom internationalen Flughafen (Julius Nyerere International Airport) beträgt die Fahrtzeit zur Botschaft bei normaler Verkehrslage eine halbe Stunde.

## Organisation und Aufgaben

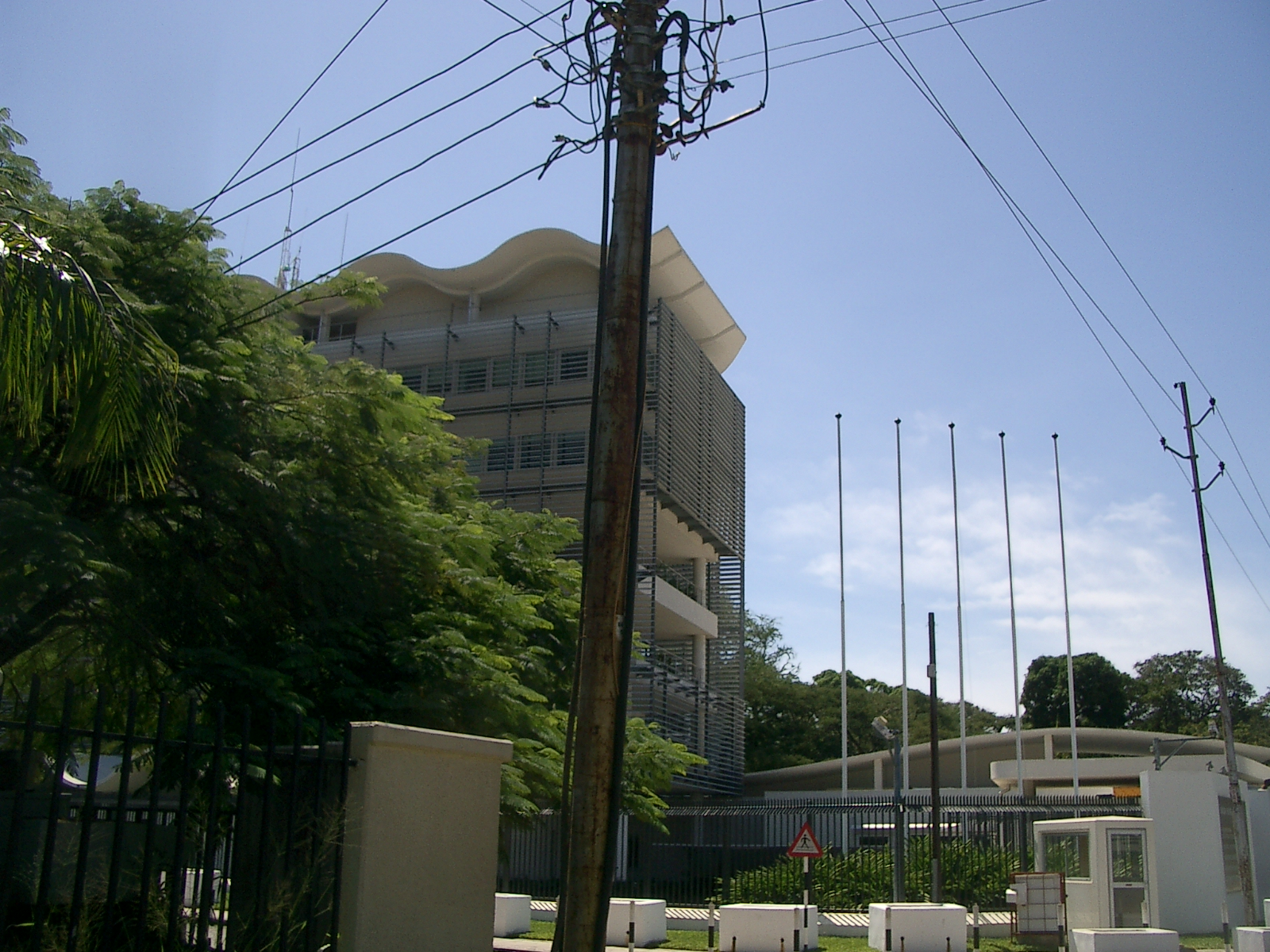
Umoja House, in dem die Deutsche Botschaft das 2. Stockwerk belegt.

In der Botschaft werden die Sachgebiete Politik, Wirtschaft, Kultur und Bildung bearbeitet. In der Entwicklungszusammenarbeit ist Tansania eines der wichtigsten Partnerländer Deutschlands in Subsahara-Afrika.
Es besteht ein Referat für Rechts- und Konsularangelegenheiten, in dem deutschen Staatsangehörigen konsularische Dienstleistungen zur Verfügung stehen. In der Visastelle der Botschaft können sowohl Schengen-Visa als auch nationale Visa (Aufenthaltsdauer über 90 Tage) beantragt werden.
Der konsularische Amtsbezirk umfasst Tansania und die Komoren. Die Botschaft Antananarivo (Madagaskar), die dort die Arbeitsgebiete Konsularwesen und Visaerteilung nicht abdeckt, wird insoweit von der Botschaft Daressalam unterstützt. Im Amtsgebiet der Botschaft sind Honorarkonsuln in Arusha und Sansibar bestellt.
Mediale Aufmerksamkeit wurde der Botschaft gewidmet, als Anfang November 2020 der Oppositionspolitiker Tundu Lissu dort Schutz suchte. Lissu gehört zu dem Patenschaftsprogramms des Deutschen Bundestags „Parlamentarier schützen Parlamentarier“. Berichte sprechen davon, dass man ihn zwei Stunden vor der Tür stehen ließ und es schließlich – wie bei anderen westlichen Botschaften auch – ablehnte, ihm Zuflucht zu gewähren. Andere Berichte besagen dagegen, er sei nach Beendigung einer kurzen Befragung durch die Sicherheitskräfte des Präsidenten in der Residenz der Botschafterin willkommen geheißen worden und habe dort „deutsche Gastfreundschaft genossen“.

## Geschichte
Am 9. Dezember 1961 wurde das damalige Tanganjika vom Vereinigten Königreich in die Unabhängigkeit entlassen; am 10. Dezember 1963 folgte Sansibar. Die beiden Staaten schlossen sich zusammen und benannten sich am 1. November 1964 in Vereinigte Republik Tansania um.
Die Bundesrepublik Deutschland war bereits seit dem 1. Oktober 1956 mit einem Wahlkonsulat vertreten, dessen Amt am 22. August 1961 in ein Konsulat umgewandelt wurde. Am 9. Dezember 1961, dem Tag der Unabhängigkeit, wurde aus dem Konsulat offiziell eine Botschaft.
Die DDR unterhielt seit 1965 ein Generalkonsulat in Daressalam, das nach Aufnahme der diplomatischen Beziehungen am 21. Dezember 1972 in eine Botschaft umgewandelt wurde. Diese Botschaft wurde im Jahr 1990 mit dem Beitritt der DDR zur Bundesrepublik Deutschland geschlossen.